# Saab 9-X
La 9X è una concept car presentata presso il salone dell'automobile di Francoforte del 2001.

## Contesto
La vettura, progettata da Michael Mauer e Anthony Lo, combina le caratteristiche di una coupé, una roadster, una wagon ed un pick-up.

## Design

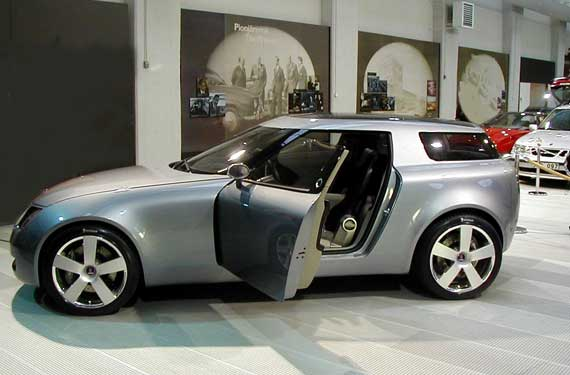
Vista laterale

Il design della vettura è stato concepito da dieci tecnici appartenenti al Saab Advanced Styling Centre supervisionati dalla carrozzeria Bertone. Il corpo vettura è privo di spigoli ed essendo assenti le maniglie portiere, queste si aprono solo tramite un comando a distanza. L'impianto di illuminazione si compone di otto fari con tecnologia in fibra ottica. Nella sezione posteriore i proiettori luminosi, con tecnologia al neon, e la targa sono inseriti dietro ad un ampio vetro fumè. Il tetto in vetro è apribile in diverse posizioni e può anche essere rimosso e conservato nel bagagliaio. È possibile abbattere i sedili posteriori ed abbassando il portellone, a mo' di ribaltina, la 9X assume una configurazione adatta al trasporto di attrezzatura sportiva.

## Interni
Gli interni (configurati in modalità 2+2) sono stati realizzati impiegando pelle di colore bianco\nero con inserti in alluminio. Tutti gli indicatori sono di tipo digitale e da alcune fessure viene irradiata una luce soffusa blu che illumina gli interni della vettura; dalle medesime fessure viene anche distribuita l'aria climatizzata. Il tunnel centrale presenta un selettore multifunzione con il quale è possibile controllare l'elettronica di bordo.

## Tecnica
È dotata di trazione integrale e di un 3.0 V6 turbo da 300 CV e 410 Nm abbinato ad un cambio sequenziale a sei rapporti; monta pneumatici da 19'.